# Brun droppastrild
Brun droppastrild (Clytospiza monteiri) är en fågel i familjen astrilder inom ordningen tättingar.

## Utseende och läte
Brun droppastrild är en vacker liten fink, med grått huvud, röd övergump och rostrött på bröst och buk täckt av droppformade fläckar. Hanen har ett rött streck centralt på strupen, medan honan har ett vitt. Arten är mest lik rödryggig droppastrild, men skiljs på bland annat brun rygg och roströd undersida med fläckar ända upp på bröstet. Lätet är ett hårt "veet" och sången är en varierande serie med ljust kvitter.

## Utbredning och systematik
Brun droppastrild förekommer från sydöstra Nigeria söderut till norra Angola samt österut till södra Sydsudan, västra Uganda och västra Kenya. Den placeras som enda art i släktet Clytospiza och behandlas som monotypisk, det vill säga att den inte delas in i några underarter.

## Levnadssätt
Brun droppastrild hittas i områden med tät undervegetation, som lummig savann, igenväxta jordbruksmarker och skogsbryn. Den ses ofta i par eller smågrupper.

## Status och hot
Arten har ett stort utbredningsområde och en stor population med stabil utveckling och tros inte vara utsatt för något substantiellt hot. Utifrån dessa kriterier kategoriserar internationella naturvårdsunionen IUCN arten som livskraftig (LC). Världspopulationen har inte uppskattats men den beskrivs som ovanlig till lokalt vanlig.

## Namn
Fågelns vetenskapliga artnamn hedrar Joaquim João Monteiro (1833-1878), portugisisk gruvingenjör och samlare av specimen i Angola 1858-1875.